# Godwin (Caroline du Nord)
Godwin est une ville américaine située dans le Comté de Cumberland, en Caroline du Nord.
En 2010, sa population était de 139 hab.

## Démographie
| 1910 | 1920 | 1930 | 1940 | 1950 | 1960 |
| ---- | ---- | ---- | ---- | ---- | ---- |
| 102  | 90   | 136  | 123  | 145  | 149  |

| 1970 | 1980 | 1990 | 2000 | 2010 | - |
| ---- | ---- | ---- | ---- | ---- | - |
| 129  | 233  | 77   | 112  | 139  | - |

## Source
- (en) Cet article est partiellement ou en totalité issu de l’article de Wikipédia en anglais intitulé « Godwin, North Carolina » (voir la liste des auteurs).